# Bad Meets Evil
Bad Meets Evil (буквально с англ. «Плохой встречает Злого») — американский хип-хоп-дуэт из Детройта, штат Мичиган, в который входят Эминем и Royce da 5'9". Был образован в 1997 году, благодаря общему другу участников, Proof’у. Дуэт получил известность после выпуска дебютного альбома Эминема, The Slim Shady LP, в который вошёл совместный трек группы под названием «Bad Meets Evil». В 1999 году дуэт выпустил внеальбомные синглы «Nuttin' to Do» и «Scary Movies». Первый сингл получил 36 место в Hot Rap Songs, а второй — 63 место в UK Singles Chart. Также «Scary Movies» был использован как саундтрек к комедии «Очень страшное кино».
Дуэт записал множество песен, которые были очень хорошо приняты слушателями. Это такие популярные песни, как «Renegade», которая позже войдёт в альбом Jay-Z The Blueprint, также трек вошёл в сборник хитов Эминема — Curtain Call: The Hits. В версии на «The Blueprint» вместо Ройса был поставлен Jay-Z.
В 2000 году дуэт распался из-за вражды между Ройсом и членами D12, Эминемом и Dr. Dre. Враждебные отношения закончились, когда лучший друг Эминема, Пруф, член коллектива D12, был застрелен в апреле 2006 года в ночном клубе города Детройта. Спустя некоторое время дуэт окончательно регенерировался, оставив при себе первоначальное название, и реализовал EP-альбом под названием Hell: The Sequel, релиз которого состоялся 14 июня 2011 года, где альбом сразу занял первое место в общенациональном хит-параде альбомов США Billboard 200 и стал «золотым» в Ассоциации звукозаписывающей индустрии Америки (RIAA) и в Австралийской ассоциация звукозаписывающих компаний (ARIA) с проданными 171 000 копий. Сингл «Fast Lane» вступил на 32 место в Billboard Hot 100, в то время как второй сингл, «Lighters», достиг четвёртого места.
В 2014 году дуэт записал трек «Vegas» для новой коллаборации лейбла Shady Records, названной Shady XV. Трек «Vegas» был своего рода диссом на хип-хоп-певицу Игги Азалию.
Также дуэт засветился такими композициями, как «Raw» и «All I Think About», задействованными на саундтреке к кинокартине «Левша», премьера показа которого состоялась 30 июля 2015 года в России.

## Музыкальная карьера

### Истоки
Эминем встретился с Ройсом в 1997 году. Самым светлым проявлением в дуэте стал выход The Slim Shady LP, благодаря этому релизу сформированный дуэт выдвинулся к славе. Первая работа дуэта — внеальбомные синглы «Nuttin' to Do» и «Scary Movies», которые были записаны в 1998, но реализованы для прослушивания только в 1999. «Nuttin' to Do» сразу же достиг 36-го места в Hot Rap Songs, когда, в это же время, второй сингл успешно позирует на 63 месте в UK Singles Chart. Спустя год второй сингл был взят как саундтрек для комедии «Очень страшное кино».
Трек «Renegade» был изначально записан для первого студийного альбома Ройса, Rock City, но куплеты самого артиста были позже заменены текстами Jay-Z для Blueprint. У Jay-Z был запланирован новый альбом, он связывается с Эминемом и предлагает ему сотрудничество. В то время Эминем был ограничен временем, но не отказал, зато предложил с соглашением Ройса бит от «Renegade».
Позже Эминем обеспечил позицию Ройсу для записи второго студийного альбома Dr. Dre, 2001. Дре попросил Ройса уволить его менеджера из-за неформального телефонного интервью в сторону него и Эминема, но Ройс отказался от этого. В связи с этим отношения между Дре и Ройсом значительно ухудшились.
Также Эминем предложил Ройсу присоединиться к его туру Anger Management в качестве бэк-вокала, но получил отказ, вместо него позицию занял Пруф. После этого Ройс все-таки хотел продолжить взаимную работу с Эминемом, но предложения не было одобрено рэпером из-за его занятности с первым альбомом D12, после чего, Ройс делает вывод, что D12 — «раздражительная группа». Некоторое время происходила серия диссов между D12 и Ройсом, в результате чего дуэт Bad Meets Evil был полностью раздавлен.

### Воссоединение
В конце 2003 года Пруф случайно встречает Ройса в клубе, где между рэперами происходит конфликт, что приводит к аресту обоих на целую ночь. За это время оба рэпера, запертые в одной клетке, обсудили разногласия, а затем договорились, что подобной вражды не случится. Эминем примирился с Ройсом после смерти его лучшего друга, Пруфа, в апреле 2006 года, подметив: «Я думаю, что после того, как потеряли Пруфа, мы поняли, из-за какого глупого дерьма мы поругались».
В 2011 году группа Ройса, Slaughterhouse, подписалась на лейбл Shady Records, в связи с этим событием дуэт воссоединяется, что приводит в релизу совместного мини-альбома Hell: The Sequel, состоявшемуся 14 июня 2011 года, где альбом сразу занял первое место в общенациональном хит-параде альбомов США Billboard 200 и стал «золотым» в Ассоциации звукозаписывающей индустрии Америки (RIAA) и в Австралийской ассоциация звукозаписывающих компаний (ARIA).
«Fast Lane», сингл с Hell: The Sequel, был выпущен 3 мая 2011. Он был записан Майком Стрейнджем на Effigy Studios. Текст был написан за некоторое время до освобождения Майка Эминемом, Royce da 5'9" и Sly "Pyper" Jordan, который исполнил припев вместе с бэк-вокалистом Эминема, членом D12, Деноном Портером. Эминем пригласил в качестве вокала Sly "Pyper" Jordan, когда услышал один из треков Дре «Kush». Supa Dups и Jason «JG» Gilbert выпустили трек, а Eminem и Mike Strange смешивали его. Перед тем, как записывать парт с Sly "Pyper" Jordan, JG и Supa Dups решили испробовать свои вокальные навыки. Трек достиг 34 место в чарте Hot 100.
Второй сингл, «Lighters», первоначально должен был быть предназначен для пятого студийного альбома Success Is Certain. Изначально трек был сделан Родчестером, нью-йоркским продюсером Battle Roy, после чего Ройс представил его Эминему. Тот был вдохновлен этим и тут же написал для него куплет. Затем дуэт полетел в Лос-Анджелес, чтобы представить трек популярному R&B и поп-певцу, Бруно Марсу. Позже Эминем вместе с Марсом сделал значительные изменения в треке. Эминем, The Smeezingtons и Battle Roy выпустили трек, последние двое также приняли участие по его разработке. Луису Ресто предоставили дополнительную клавиатуру для этого трека. Когда был опубликован трек-лист Hell: The Sequel, было принято показать общественности, что Марс принимает участие в альбоме. Стало известно, что «Lighters» станет вторым синглом для EP. «Lighters» был принят публикой и критиками хуже, чем первый сингл «Fast Lane», но оказался несколько лучше в коммерческом плане — первый занял четвёртую позицию в чарте Hot 100, в то время как второй — 34.

### Shady XV
Дуэт записал трек «Vegas» для новой коллаборации Shady Records под названием Shady XV, релиз которого произошёл 24 ноября 2014 года.
А также оба рэпера засветились во втором по счёту треке «Psychopath Killer».

### Southpaw и дальнейшее сотрудничество
В 2015 году стало известно, что Shady Records готовит специальный саундтрек, приуроченный для кинокартины «Левша», и что Эминем является исполнительным продюсером этого музыкального сопровождения. Через некоторое время Ройс сообщил, что тоже принимал участие в его записи. 24 июля в сети был опубликован трек-лист, среди композиций которого присутствуют два трека данного дуэта — «Raw» и «All I Think About». В 2018 году Эминем принял участие в треке «Caterpillar», вошедший в альбом Ройса Book of Ryan. В этот же год Ройс принял участие в треке «Not Alike», который вошёл в релиз «Kamikaze» от Эминема.

### Bad Meets Evil 2
Ранее сообщалось, что Ройс планирует записать лонгплей всеми хорошо принятого в 2011 году мини-альбома Hell: The Sequel, однако Эминем ввиду ограниченного времени пока не дал на это согласие. 18 декабря 2018 года Ройс начинает промо-кампанию нового материала, заявив о том, что Bad Meets Evil 2 увидит свет, и посетителям стоит рассылать эту новость в социальных сетях. Предполагаемая дата выхода нового альбома ожидалась в 2020 году, в связи с окончанием затишья Эминема, но этого не случилось.

## Дискография

### Мини-альбомы
| Название         | Детали                                                                | Высшая позиция в чартах | Высшая позиция в чартах | Высшая позиция в чартах | Высшая позиция в чартах | Высшая позиция в чартах | Высшая позиция в чартах | Высшая позиция в чартах | Высшая позиция в чартах | Продажи                 |
| Название         | Детали                                                                | US                      | US R&B                  | US Rap                  | AUS                     | CAN                     | NZ                      | SWI                     | UK                      | Продажи                 |
| ---------------- | --------------------------------------------------------------------- | ----------------------- | ----------------------- | ----------------------- | ----------------------- | ----------------------- | ----------------------- | ----------------------- | ----------------------- | ----------------------- |
| Hell: The Sequel | - Released: 13 июня 2011 - Label: Shady, Interscope - Formats: CD, MD | 1                       | 1                       | 1                       | 3                       | 1                       | 14                      | 5                       | 7                       | US: 500,000 CAN: 72,000 |

### Синглы
| Название                            | Год  | Высшая позиция в чартах | Высшая позиция в чартах | Высшая позиция в чартах | Высшая позиция в чартах | Высшая позиция в чартах | Высшая позиция в чартах | Альбом             |
| Название                            | Год  | US                      | US Rap                  | AUS                     | CAN                     | NZ                      | UK                      | Альбом             |
| ----------------------------------- | ---- | ----------------------- | ----------------------- | ----------------------- | ----------------------- | ----------------------- | ----------------------- | ------------------ |
| «Nuttin' to Do / Scary Movies»      | 1999 | —                       | 32                      | —                       | —                       | —                       | 63                      | Внеальбомный сингл |
| «Fast Lane»                         | 2011 | 32                      | —                       | 57                      | 50                      | 35                      | 68                      | Hell: The Sequel   |
| «Lighters» (при участии Bruno Mars) | 2011 | 16                      | —                       | —                       | 15                      | —                       | 37                      | Hell: The Sequel   |

### Музыкальные видео
| Название    | Год  | Режиссёр(ы)  |
| ----------- | ---- | ------------ |
| «Fast Lane» | 2011 | James Larese |
| «Lighters»  | 2011 | Rich Lee     |

### Гостевое участие
| Песня               | Альбом                  | Исполнитель(и) | Совместно с    | Продюсер(ы)            | Год  |
| ------------------- | ----------------------- | -------------- | -------------- | ---------------------- | ---- |
| «Bad Meets Evil»    | The Slim Shady LP       | Эминем         |                | Bass Brothers & Eminem | 1999 |
| «What the Beat»     | The Professional 2      | DJ Clue?       | Method Man     | DJ Clue & Duro         | 2001 |
| «Renegade»          |                         | Bad Meets Evil |                | Эминем                 | 2001 |
| «Rock City»         | Rock City (Version 2.0) | Royce da 5'9"  |                | Red Spyda              | 2002 |
| «She’s the One»     |                         | Bad Meets Evil |                | The Neptunes           |      |
| «Session One»       | Recovery                | Эминем         | Slaughterhouse | Just Blaze             | 2010 |
| «Living Proof»      | Hell: The Sequel        | Bad Meets Evil |                |                        | 2010 |
| «Echo»              | Hell: The Sequel        | Bad Meets Evil | Liz Rodrigues  | DJ Khalil              |      |
| «Vegas»             | ShadyXV                 | Bad Meets Evil |                |                        | 2014 |
| «Raw»               | Southpaw (Soundtrack)   | Bad Meets Evil |                |                        | 2015 |
| «All I Think About» | Southpaw (Soundtrack)   | Bad Meets Evil |                |                        | 2015 |